# حزقيال كارلوس بورتيو غونزاليس
حزقيال كارلوس بورتيو غونزاليس (بالإسبانية: Juan Carlos Portillo González)‏ (7 يوليو 1970 في إسبانيا - ) هو لاعب كرة قدم إسباني في مركز الوسط. لعب مع نادي ألميريا ونادي ليفانتي وReal Balompédica Linense ‏.

## وصلات خارجية
- حزقيال كارلوس بورتيو غونزاليس على موقع قاعدة بيانات كرة القدم.إي يو (الإنجليزية)